# آودیئیفکا
آودیئیفکا (به اوکراینی: Авдіївка) شهری در استان دونتسک در کشور اوکراین واقع شده‌است. جمعیت این شهر ۳۱,۹۴۰ نفر (۲۰۲۱ تخمینی) است.
این شهر در سال ۲۰۲۴ میلادی و طی حمله روسیه به اوکراین سقوط کرد و هم‌اکنون تحت اشغال روسیه است.

## نگارخانه

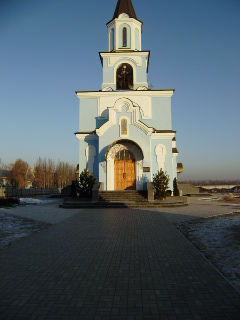
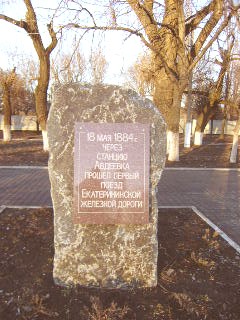
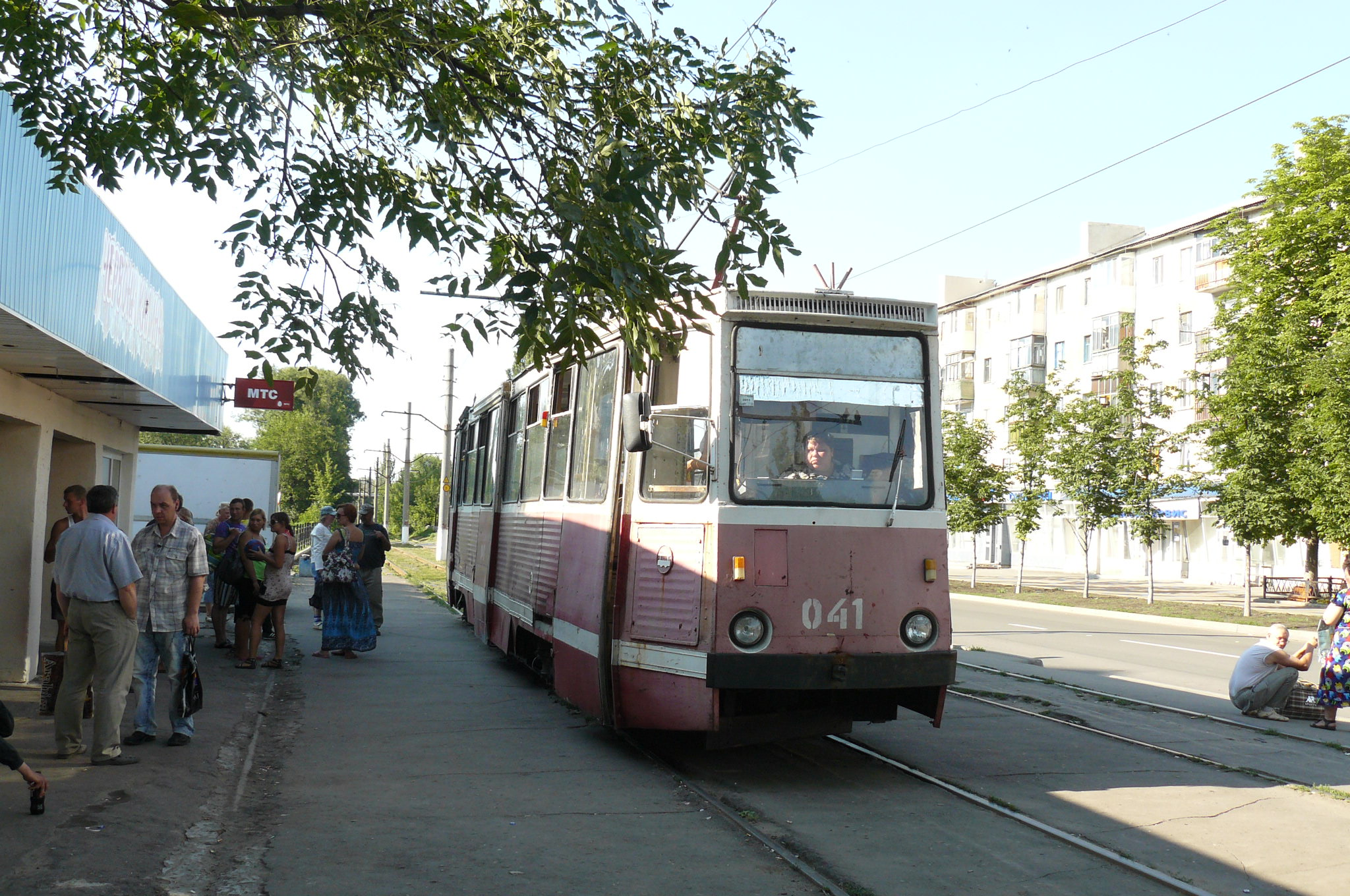
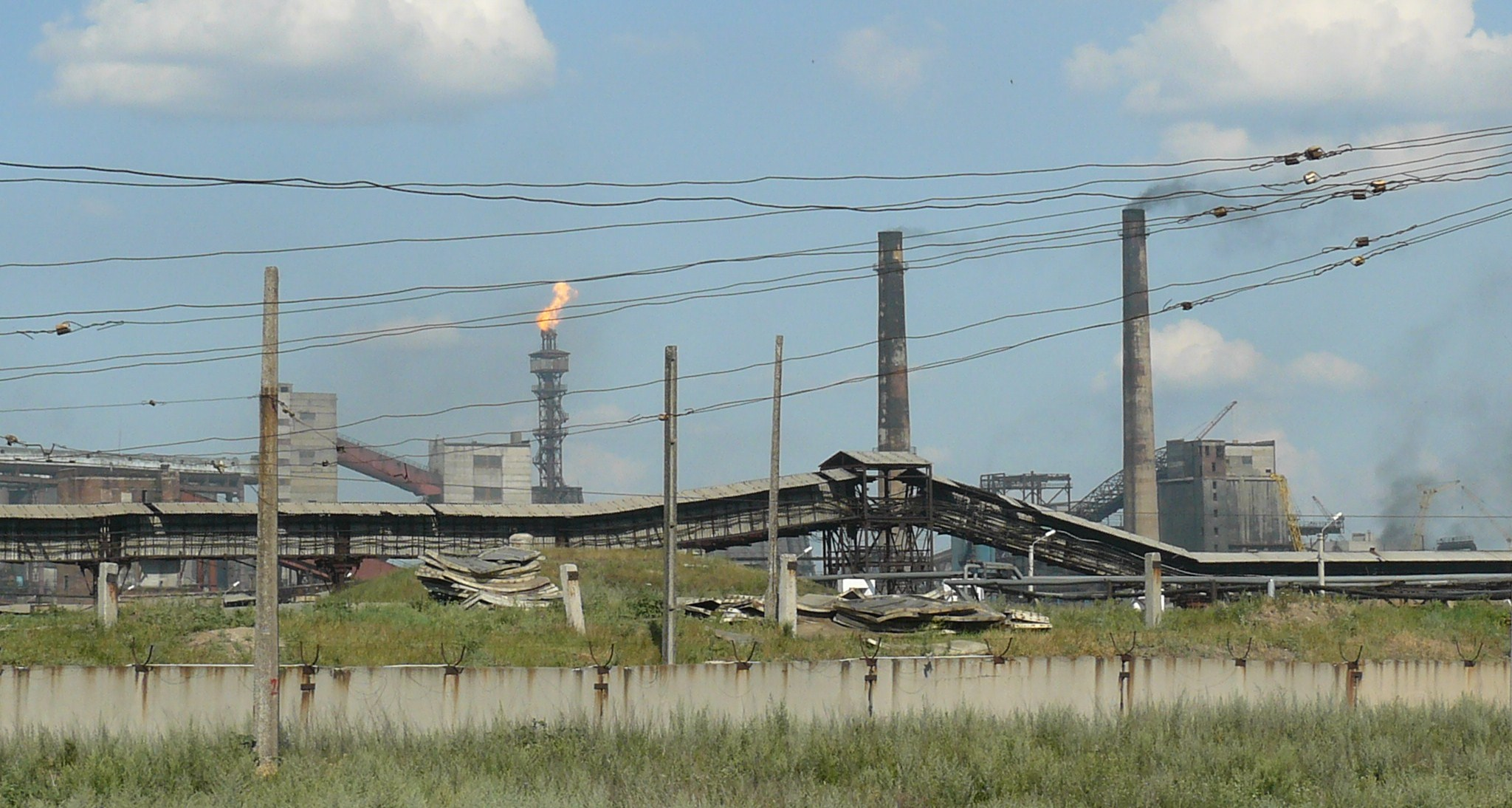
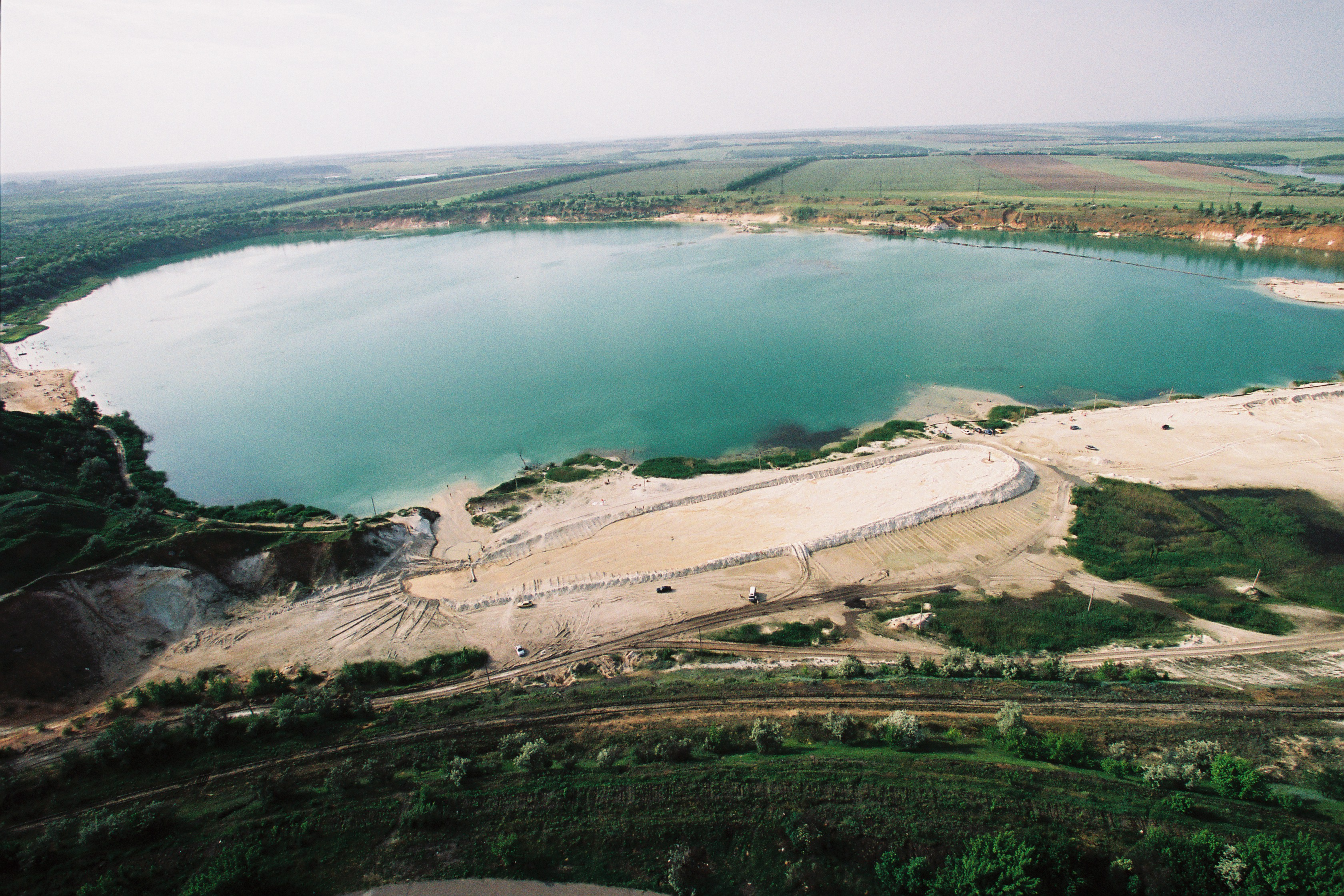